# Бетькинское сельское поселение
Бетькинское се́льское поселе́ние — муниципальное образование в Тукаевском районе Татарстана Российской Федерации.
Административный центр — село Бетьки.

## История
Статус и границы сельского поселения установлены Законом Республики Татарстан от 31 января 2005 года № 39-ЗРТ Законом Республики Татарстан от 31 января 2005 года № 42-ЗРТ «Об установлении границ территорий и статусе муниципального образования "Тукаевский муниципальный район" и муниципальных образований в его составе».

## Население
| 2010  | 2011  | 2012  | 2013  | 2014  | 2015  | 2016  |
| ----- | ----- | ----- | ----- | ----- | ----- | ----- |
| 4131  | ↗4138 | ↘4124 | ↗4230 | ↗4255 | ↗4291 | ↗4322 |
| 2017  | 2018  | 2021  |       |       |       |       |
| ↘4309 | ↘4305 | ↘3828 |       |       |       |       |

## Состав сельского поселения
| № | Населённый пункт | Тип населённого пункта       | Население |
| - | ---------------- | ---------------------------- | --------- |
| 1 | Бетьки           | село, административный центр | ↘3182     |
| 2 | Кама             | посёлок                      |           |
| 3 | Круглое Поле     | деревня                      |           |
| 4 | Нефтебаза        | посёлок                      |           |